# Ghinwa Bhutto
Ghinwa Bhutto (em urdu: غنوی بھٹو, em sindi: غنوا ڀٽو, em árabe: غنوة بوتو ; nascida com o nome Ghinwa Itoui em Beirute, no Líbano) é uma política paquistanesa e a viúva de Murtaza Bhutto. Ela também era cunhada de Benazir Bhutto, ex-primeira ministra do Paquistão que morreu num atentado suicida em 2007. Ela é de origem libanesa e foi a segunda esposa de Murtaza Bhutto, sendo mãe de Zulfiqar Ali Bhutto Jr. e madrasta de Fatima Bhutto.

## Vida
Ghinwa Bhutto nasceu em Beirute, capital do Líbano. Quando ocorreu a Guerra Civil Libanesa (que durou de 1975 a 1990), ela fugiu para a Síria, em meados da década de 1980, onde passou a viver como refugiada e tornou-se professora de balé. Murtaza Bhutto e sua filha, Fatima Bhutto, passaram um tempo no exílio na Síria, onde Fatima passou a ter aulas de balé, sendo que Ghinwa era sua professora. Ghinwa, que costumava dar aulas de balé no porão de uma igreja, conheceu Murtaza Bhutto e os dois se casaram mais tarde, em 1989.
Ghinwa foi alienada da poderoso família Bhutto desde que ela acusou Benazir Bhutto e seu marido, Asif Ali Zardari, de conspiração para o assassinato de seu marido, Murtaza Bhutto, em 1996. Ela também acusou Benazir e Zardari de corrupção. Zardari foi preso como suspeito no assassinato de Murtaza, mas foi liberado mais tarde devido à falta de provas. Assassinos de seu marido nunca foram levados à justiça.

## Política
Em 1997, Ghinwa Bhutto apostou na reivindicação do legado político da família Bhutto. Ela formou o Partido Popular do Paquistão, uma das três facções separatistas do antigo Partido Popular do Paquistão, e tornou-se o presidente do novo partido. Concorreu para a eleição em Larkana, em 3 de fevereiro de 1997, ocasião em que Benazir Bhutto convenceu sua mãe, Nusrat Bhutto, então presidente do Partido Popular do Paquistão, a lançar-se como adversária. Embora Nusrat Bhutto sofresse de doença de Alzheimer, Ghinwa foi derrotada, em parte devido à influência e dedicação de Benazir Bhutto à eleição daquele ano.
Ghinwa vive em Carachi com seu filho Zulfiqar Ali Bhutto Jr. (em homenagem a seu avô Zulfiqar Ali Bhutto) e sua enteada Fatima Bhutto. Antes de se casar com Murtaza, Ghinwa trabalhou como bailarina e professora de balé. Em várias ocasiões, Benazir Bhutto menosprezava Ghinwa dizendo-lhe ser "uma dança do ventre libanesa".
Em 2002, as autoridades eleitorais do Paquistão rejeitaram sua candidatura para a eleição de 10 de outubro. Ghinwa foi rejeitada com o fundamento de não possuir a qualificação acadêmica mínima exigida, de um diploma universitário. Em agosto de 2007, Ghinwa Bhutto passou nos exames da Universidade de Punjab na Primeira Divisão, com 526 pontos. Ghinwa, então, apareceu como um candidato privado. Para ser elegível para disputar eleições, Ghinwa escolheu fazer o exame da Universidade de Punjab porque os resultados estavam a ser declarados até o final de agosto, antes das eleições.
Após o primeiro ataque suicida após o regresso de Benazir Bhutto ao Paquistão, em outubro de 2007, Ghinwa declarou: "Acho que ela convidou problemas a si mesma, pois sempre prosperou sobre este complexo de vitimização. Ela sempre gosta de ser a vítima, aconteça o que acontecer a qualquer um, no final, ela é uma vítima." No entanto, quando Benazir foi assassinada em 27 de dezembro de 2007, Ghinwa colocou suas diferenças de lado. Ela foi ao funeral de Benazir Bhutto com seu filho e sua enteada, Fatima Bhutto.